# Anselm Franz
Pour les articles homonymes, voir Franz.
Anselm Franz (né le 21 janvier  1900 à Schladming, – mort le 18 novembre 1994 à  Bridgeport (Connecticut) est un ingénieur autrichien, pionnier du moteur à réaction. Il a participé à la mise au point du réacteur allemand Jumo 004, premier réacteur produit en série par l'Allemagne pendant la Seconde Guerre mondiale. Détenu aux États-Unis dans le cadre de l'opération Paperclip, il élabora plusieurs nouveaux appareils, dont le T53, premier turbomoteur pour hélicoptère, le T55, l'AGT-1500 et enfin le PLFIA-2, premier turboréacteur « double flux » à haute pression.

## Biographie
Franz étudie le génie mécanique à l'université technique de Graz et soutient sa thèse de doctorat à l'université Humboldt de Berlin. Il est ensuite recruté par le bureau d'étude d'un constructeur berlinois, où il se consacre à la conception d'un convertisseur de couple hydraulique.
En 1936, il est recruté par l'avionneur Junkers comme responsable de la division compresseurs et turbocompresseurs.
À ce moment, le concurrent Heinkel testait les premiers réacteurs de Hans von Ohain, dans l'indifférence générale des militaires. Helmut Schelp et Hans Mauch, deux fonctionnaires du ministère de l'Aviation du Reich (RLM), s’efforçaient de soutenir ces développements en faisant connaître les possibilités de la propulsion à réaction à d'autres motoristes allemands. Lors de l'une de leurs visites au début de l'année 1939, Otto Mader, un des responsables de Junkers, déclara que même si l'idée était séduisante, il n'avait aucun ingénieur pouvant prendre en charge sa réalisation ; mais Schelp estima que Franz, étant donné son expérience des turbocompresseurs, pourrait avantageusement reprendre les études en cours.
Le programme démarra chez Junkers à la fin 1939, d'abord autour d'une équipe très resserrée de la division compresseurs. Contrairement aux plans des ingénieurs de Heinkel, le moteur Jumo utilisait un compresseur axial au lieu d'un compresseur centrifuge, afin de diminuer son maître-couple. Quant au reste, sa conception restait traditionnelle : une série de six injecteurs pour la combustion au lieu d'un brûleur annulaire, et un taux de compression maintenu à 3,14/1. Franz comprit qu'avec la Luftwaffe, la priorité était de tenir les délais, quoi qu'il en coûte pour les performances, faute de quoi le programme serait abandonné.
Les premiers bancs d'essai du prototype 004A eurent lieu au printemps 1940, et les essais à pleine vitesse en   janvier 1941. Le réacteur fut ensuite monté sur un Messerschmitt Bf 110 le 15 mars 1942 et, un certain nombre de ces modèles A étant déjà disponibles, le Messerschmitt Me 262 effectua son vol inaugural le 18 juillet. Alors le Ministère de l'Aviation s'intéressa au projet, et ordonna la fabrication de 80 versions du réacteur. La version 004B comportait diverses améliorations, mais elle s'avéra vulnérable à la fatigue induite par les vibrations, ce qui compromit sa mise en service : il fallut attendre le printemps 1944 pour garantir une durée de vie du réacteur de 50 heures, et déclencher alors sa fabrication en série. Il équipa néanmoins la majorité des appareils à réaction de la Luftwaffe.

## Operation Paperclip
À la capitulation, l'ingénieur Franz fut arrêté et emmené aux États-Unis dans le cadre de l'Operation Paperclip, et travailla d'abord pour l'USAF au laboratoire des moteurs sur la Wright-Patterson Air Force Base. Là, il continuait de porter son imperméable en cuir de l'armée de l'air, les décorations nazies en moins.
En 1951, il fut embauché par la division turbine du motoriste américain Lycoming, dans une usine désaffectée de Stratford (Connecticut). Il décida de se consacrer aux applications délaissées par les grands concurrents de son employeur (General Electric et Pratt & Whitney), et son attention fut attirée par la problématique des moteurs d'hélicoptères. Son premier projet, le T53, allait s'avérer comme l'un des  turbopropulseurs les plus utilisés du XXe siècle : il équipa les hélicoptères Bell Aircraft UH-1 Huey et AH-1 Cobra, ainsi que l'avion d'attaque au sol OV-1 Mohawk. Franz poursuivit avec la conception du T55, plus gros, qui évolua ensuite vers un turboréacteur double flux. Dans les années 1960, il s'intéressa aux applications des turbines pour les blindés, ce qui aboutit au AGT-1500, qui équipe le char M1 Abrams.
Promu vice-président de la compagnie Lycoming, Franz prit sa retraite en 1968.

## Décorations et prix
- U.S. Army Outstanding Civilian Service Medal
- R. Tom Sawyer Award (American Society of Mechanical Engineers)
- Croix d'Honneur de l'Autriche pour les Sciences et les Arts, 1re classe[6] (1978)
- Ordre du Mérite (Autriche)[7] (1995)